# Nazario Nazari

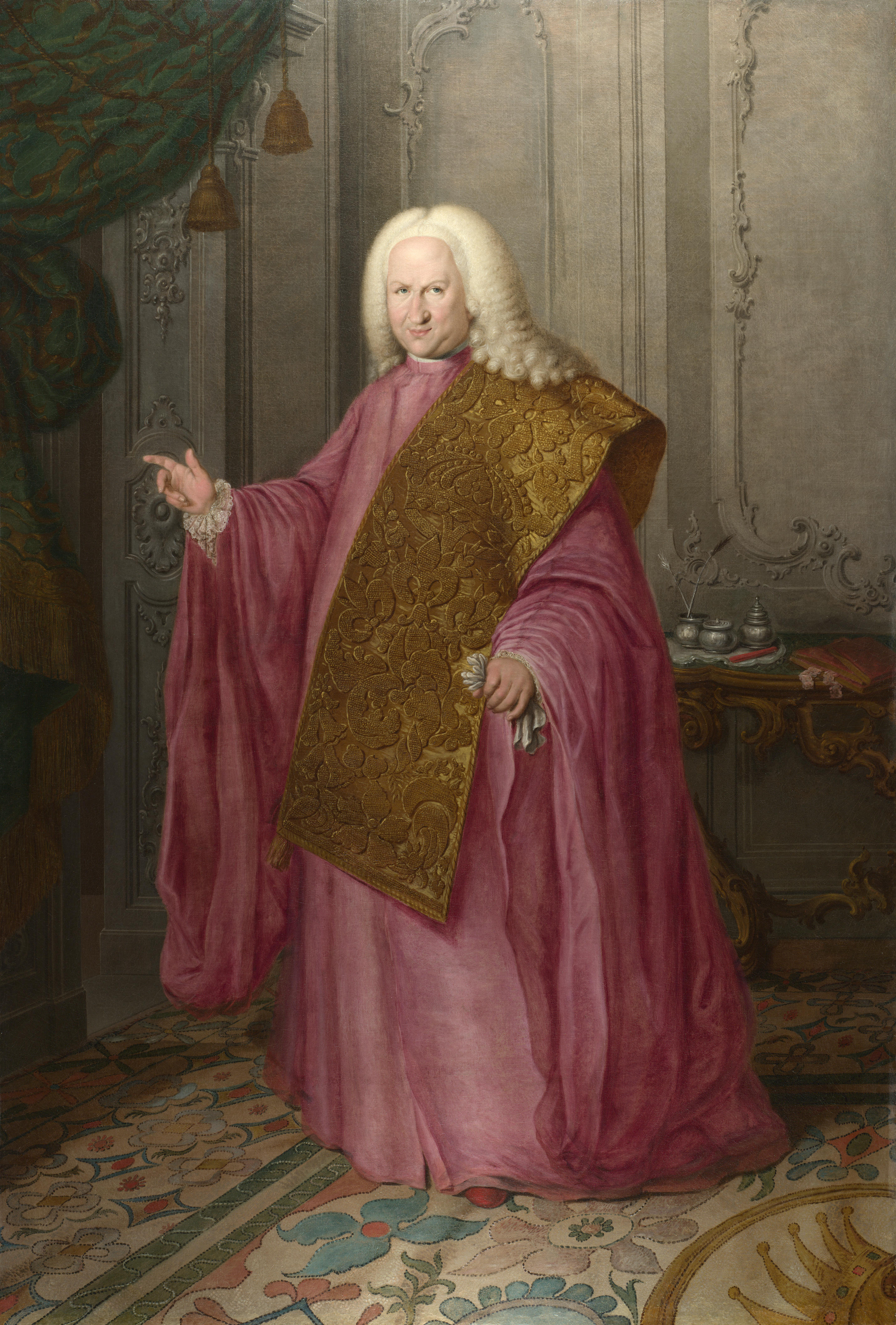
Nazario Nazari

Nazario Nazari (Clusone, 1724 - après 1793) est un peintre italien du XVIIIe siècle se rattachant au baroque tardif (ou rococo), qui a été actif à Venise comme portraitiste.

## Biographie
Nazario Nazari, fils de Bartolomeo Nazari (1699-1758), travailla à Bergame mais surtout à Venise. Sa sœur Maria Giacomina, a été, elle aussi, peintre portraitiste.

## Œuvres
- Portrait d'un sénateur vénitien, debout près d'une table, huile sur toile de 235,50 × 158,20 cm,
- Portrait d'un homme, huile sur toile de 87 × 73 cm, Palazzo Busca, Milan
- Portrait d'Andrea Tron (1750), National Gallery, Londres.